# Jürgen Wacker
Jürgen Wacker (* 13. Juni 1955 in Heidelberg) ist ein deutscher Gynäkologe und Hochschullehrer. Seit Beendigung seiner klinischen Tätigkeit als Ärztlicher Direktor der Frauenklinik Bruchsal 2021 arbeitet er als Facharzt in einer Bruchsaler Praxis (Gynäkologie, Gynäkologische Onkologie und Palliativmedizin). Außerdem vertritt er weiterhin die Bruchsaler Bürger im Stadtrat von Bruchsal und im Kreistag des Landkreises Karlsruhe. Darüber hinaus unterstützt Wacker seit seiner Tätigkeit als Entwicklungshelfer 1988 das burkinische Gesundheitswesen und baut seit 2008 zusammen mit Hebammen und Ärzten eine Frauenklinik in der Hauptstadt von Burkina Faso in Ouagadougou auf.

## Leben
Jürgen Wacker besuchte von 1966 bis 1974 das Kurfürst-Friedrich-Gymnasium in Heidelberg, wo er 1974 das Abitur ablegte.
Von 1975 bis 1981 studierte er Humanmedizin an der Ruprecht-Karls-Universität Heidelberg. Von 1981 bis 1985 klinische Ausbildung in Chirurgie und Geburtshilfe und Gynäkologie in Heidelberg, Mannheim und Stuttgart. 1983 wurde er in Heidelberg zum Dr. med. promoviert. Nach einer Ausbildung in Tropenmedizin und Öffentlichem Gesundheitswesen in Heidelberg, Tübingen und Berlin leitete Wacker von Januar 1986 bis Februar 1988 im Rahmen des Deutschen Entwicklungsdienstes (DED) den Bloc operatoire und die Maternité des Centre Hôpitalier Régionale (CHR) von Dori im Sahel von Burkina Faso. Die weitere Ausbildung zum Facharzt für Frauenheilkunde und Geburtshilfe durchlief Wacker an der Universitäts-Frauenklinik Heidelberg. 1999 habilitierte sich Wacker an der Universität Heidelberg über das Thema: „Aktuelle Aspekte der antihypertensiven Therapie bei Patientinnen mit schwerer Präeklampsie“. 1999 wurde Wacker zum Chefarzt der Frauenklinik an der Fürst-Stirum-Klinik Bruchsal gewählt. Unter seiner Leitung wurde 2007 an der Bruchsaler Klinik ein von der DKG zertifiziertes Brustzentrum gegründet und 2018 der Neubau der Frauenklinik bezogen.
Wacker war von 2014 bis 2021 Sprecher der Chefärzte der Frauenkliniken von Baden-Württemberg (BLFG) und in dieser Funktion Vertreter der Klinikärzte am Runden Tisch „Geburtshilfe in Baden-Württemberg“ in Stuttgart.
Im Juni 2021 wurde Wacker als Ärztlicher Direktor der Klinik für Geburtshilfe und Frauenheilkunde der Fürst-Stirum-Klinik Bruchsal nach 22 Jahren verabschiedet und arbeitet seitdem als Facharzt für Gynäkologie und Geburtshilfe (Gynäkologische Onkologie und Palliativmedizin) in einer Gynäkologischen Praxis in Bruchsal.
Wacker ist mit Renate Wacker verheiratet und hat drei Kinder.

## Arbeitsgebiete
Jürgen Wacker beschäftigte sich wissenschaftlich mit der Hypertonie in der Schwangerschaft (Präeklampsie). Im Rahmen seiner Habilitation an der Universitäts-Frauenklinik Heidelberg führte Wacker zahlreiche Studien zur Anwendung eines neuen Antihypertensivums in der Schwangerschaft durch. Im Rahmen einer Multi-Center-Studie, die 2006 publiziert wurde, konnte der Vorteil dieses neuen Antihypertensivums gegenüber dem bisherigen Medikament nachgewiesen werden.
Darüber hinaus beschäftigte sich Wacker mit der Ätiologie der Präeklampsie sowie der Überwachung von Gebärenden und der non invasiven Blutdruckmessung von Schwangeren mit schwerer Hypertonie. Außerdem veröffentlichte Wacker zahlreiche tropenmedizinische Artikel, mehrere Lehrbücher sowie zahlreiche Buchbeiträge zu vorwiegend geburtshilflichen Fragestellungen.

## Mitgliedschaften
- Gründer und 1. Vorsitzender der Arbeitsgemeinschaft „Frauengesundheit in der Entwicklungszusammenarbeit“ (FIDE[3])
- Vorsitzender der ARGE[4] der Chefärzte der Frauenkliniken von Baden-Württemberg von 2014 bis 2021
- Mitglied der Deutschen Gesellschaft für Gynäkologie und Geburtshilfe und der Deutschen Gesellschaft für Perinatal Medizin
- Mitglied der Bundesarbeitsgemeinschaft Leitender Ärztinnen und Ärzte in der Frauenheilkunde und Geburtshilfe e. V.
- Mitglied der Arbeitsgemeinschaft für Geburtshilfe und Pränatalmedizin e. V. (AGG)
- Vorsitzender des Vereines Menschen für Frauen e.V.[5](Deutsch-Afrikanische Freundschaftsgesellschaft in der Gynäkologie; DGGG)

## Ämter und Projekte
- 1974: Gründung der Unabhängigen Liberalen Jugend (ULJ) in Edingen-Neckarhausen und deren erster Vorsitzender; die ULJ war eine der Vorläuferorganisation der Junge Liberale; in dieser Zeit aktive Mitarbeit an sozialen Projekten (Eröffnung und Leitung eines Jugendzentrums) in der Gemeinde Edingen am Neckar
- seit 2009: Kreisrat und Mitglied des Verwaltungsausschusses im Landkreis Karlsruhe;
- seit 2021: Mitglied des Aufsichtsrates der Kliniken des Landkreises Karlsruhe
- seit 2014: Stadtrat und Mitglied des VFS und AR in der Wohnungsbaugesellschaft der Stadt Bruchsal
- seit 2009: Vorsitzender des Freundeskreises zur Förderung des Krankenhauses Bruchsal e.V.

## Entwicklungshelfertätigkeiten
- 1986 bis 1988: Ärztlicher Leiter des Bloc operatoire und der Maternité des Centre Hôpitalier (CHR) Dori und Mitglied des EH-Ausschusses des DED in Burkina Faso.
- Seit 1989 regelmäßige Operative Workshops in Dori und Ouagadougou zur operativen Versorgung von Geburtsverletzungen (Vesico-vaginale und recto-vaginale Fisteln; Descensusoperationen).
- 2008: Übertragung eines 1,2 Hektar großen Grundstückes im Arrondissement 9 von Ouagadougou durch seine Majestät des Moogho Naaba Baongho zum Bau eines CSPS mit Poliklinik, Maternité und Bettenstation.[6] In Folge wurden Fortbildungsräume, ein Dispensaire, die Maternité und ein Gebäude zur Einrichtung einer „One-Stop-Klinik“ zur Früherkennung von Gebärmutterhals- und Brustkrebs errichtet.

## Schriften

### Medizinische Fachbücher
- Globale Frauengesundheit – Gynäkologie und Geburtshilfe unter unterschiedlichen globalen Bedingungen; Jürgen Wacker, Camilla Rothe und Maryam En-Nosse; Springer-Verlag Heidelberg; 2023; ISBN 978-3-662-66080-5; e-Book: 978-3-662-66081-2
- Therapiehandbuch Gynäkologie und Geburtshilfe; Jürgen Wacker, Martin Sillem, Gunther Bastert, Matthias W. Beckmann; Springer-Verlag Heidelberg; 2020; 3. Auflage; ISBN  978-3-662-59808-5; e-Book: 978-3-662-59809-2
- Praxis Skills Allgemeinmedizin von Jost Steinhäuser; Jürgen Wacker: Leitung einer Geburt in einem nicht geplanten Setting; Thieme Verlag; Stuttgart; 2018; ISBN  978-3-13-242401-2
- Vademecum – Hilfestellung für Patientinnen mit Migrationshintergrund. Jürgen Wacker; Verlag Regionalkultur; Ubstadt-Weiher; ISBN 978-3-95505-383-3
- Moderne Reisemedizin von B. Rieke, Th. Küpper und C.M. Muth; Jürgen Wacker: Gynäkologie und Geburtshilfe unterwegs; Gentner-Verlag; Stuttgart; 2. Auflage 2013; ISBN  978-3-87247-754-5
- Obstetrics unplugged – Manual for Conditions of Limited Resources; Jürgen Wacker, M.D. Baldé and G. Bastert; 2020; Third Edition; ISBN  3-89735-365-2
- Der Kaiserschnitt; Michael Stark; Jürgen Wacker: Re-Sectio caesarea; Urban & Fischer; München-Jena; 2009; ISBN  978-3-437-24310-3
- Female Genital Mutilation; U. von Fritschen, C. Strunz und Roland Scherer; Jürgen Wacker und Comfort Momoh: Geburtshilfliche Betreuung und Behandlung von Schwangeren mit FGM; Walter de Gruyter; Berlin/Boston; 2020; ISBN  978-3-11-047994-2
- Tropenmedizin in Klinik und Praxis; Thomas Löscher und Gerd-Dieter Burchard; Jürgen Wacker: Geburtshilfe und Gynäkologie in den Tropen. Georg-Thieme-Verlag Stuttgart; 4. Auflage; 2010; ISBN  978-3-13-785804-1

### Regionalgeschichte
- Badische Gazette 2025 – Mit Rotary durch das Jahr. 12 Kalendergeschichten; Jürgen Wacker; Verlag Regionalkultur Ubstadt-Weiher; 2024; ISBN 978-3-95505-475-5

### Wissenschaftliche Publikationen
- Seasonal change in the incidence of preeclampsia in Zimbabwe. Acta Obstet. Gynecol. Scand. (1998) 77; Wacker, J., Schulz, M., Frühauf, J., Chiwora, F.M., Solomayer, E., Bastert, G.; 712-6; PMID 9740517.
- Riboflavin Deficiency and Preeclampsia. Obstetrics & Gynecology; Vol. 96: 38-43 (2000); Wacker, J., Frühauf, J., Schulz, M., Chiwora, F., Becker, K.: 0029-7844/00/; PMID 10862839.
- Riboflavin supplementation and preeclampsia. International Journal of Gynecology and Obstetrics. (2006); 93: 136-137; Neugebauer, J., Zanré, Y., Wacker,J.; Doi:10.1016/j.ijgo.2006.01.007.
- Treatment of hypertension in patients with pre-eclampsia: a prospective parallel-group study comparing dihydralazine with urapidil. Nephrology/Dialysis/Transplantation; (1998) 13; Wacker, J., Werner, P., Walter-Sack, I., Bastert, G.: 318-325; https://academic.oup.com/ndt/article/13/2/318/1808258
- Antihypertensive therapy in patients with pre-eclampsia: A prospective randomised multicentre study comparing dihydralazine with urapidil. European Journal of Obstetrics & Gynecology; Elsevier 2006, 160-165; Wacker, J., Wagner, B., Briese, V., Schauf, B., Heilmann, L., Bartz, C., Hopp, H.: Doi:10.1016/j.ejogrb.2005.09.013; PMID 16253414.
- Vorzeitige Plazentalösung und HELLP – Syndrom in Zeiten von Corona – Cave stuporem coronae. Geburtsh Frauenheilk 2021 81:40-45; Wacker, J., Tackenberg, M., Pöschl, J., Merle, U., Morath, Chr., Rath, W.: DOI:10.1055/a-1210-7071.